# ایودیا
ایودیا (به هندی: अयोध्या) یا آیودهیا یا آجودهیا نام شهری قدیمی در بخش فیض آباد در ایالت اوتارپرادش هند می باشد. هندوها می‌گویند که ایودیا زادگاه خدای آنها راما است.

## نگارخانه

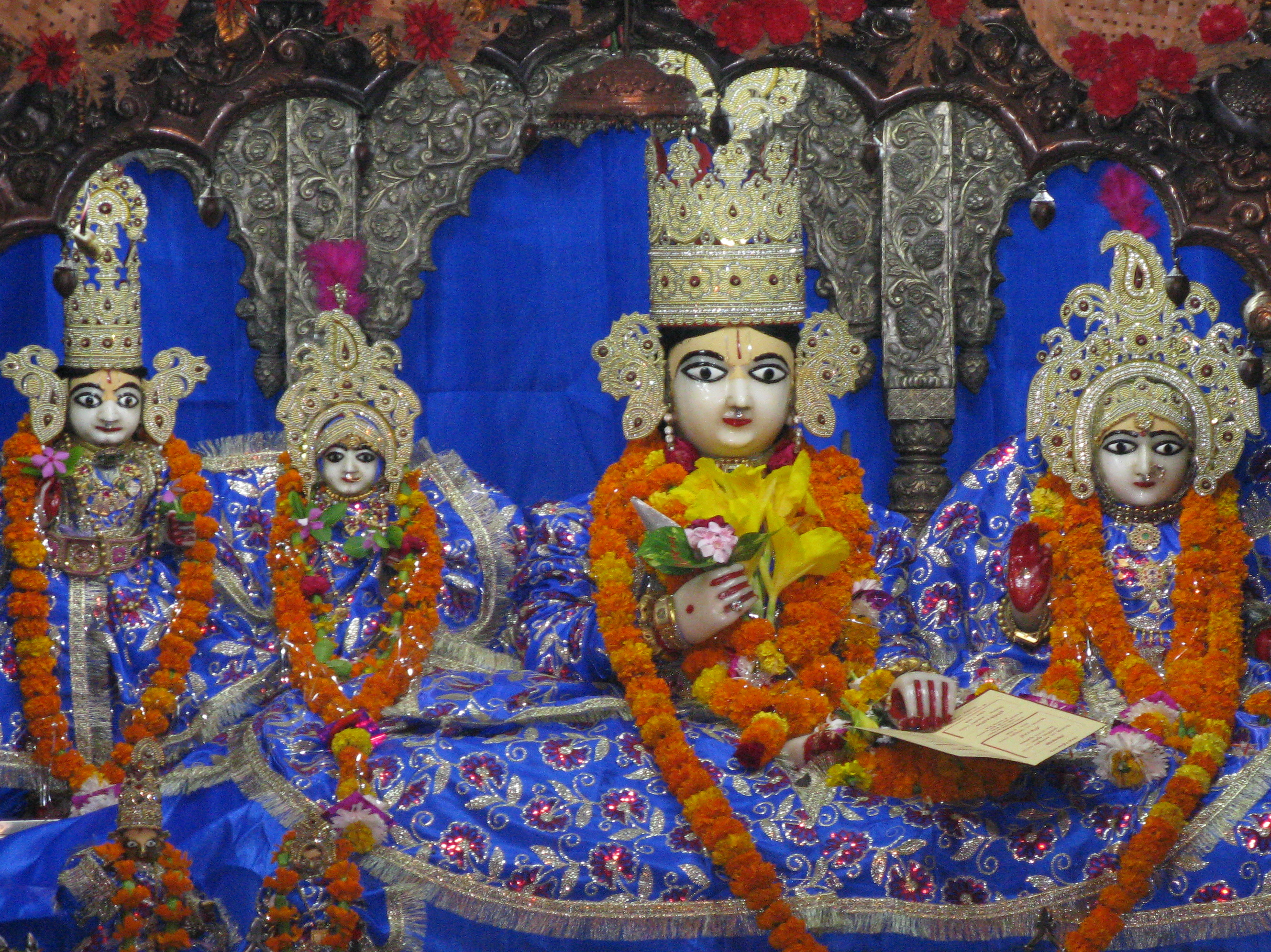
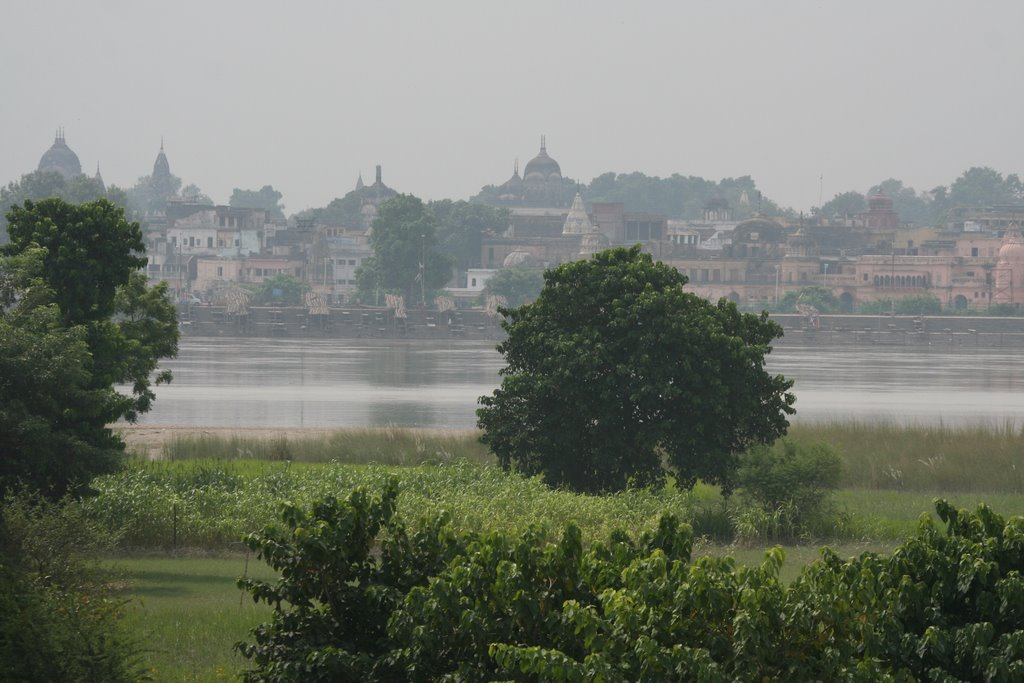
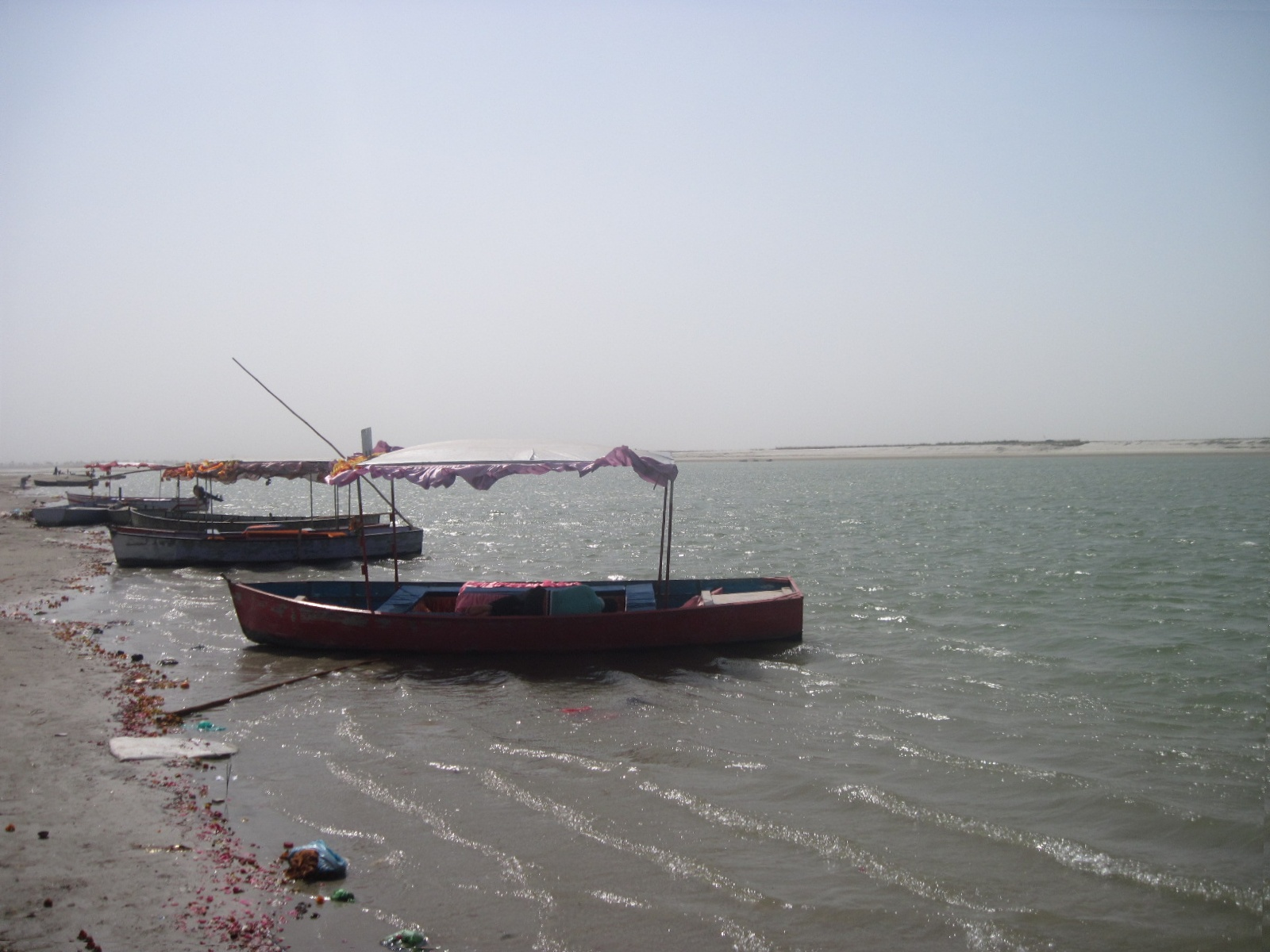
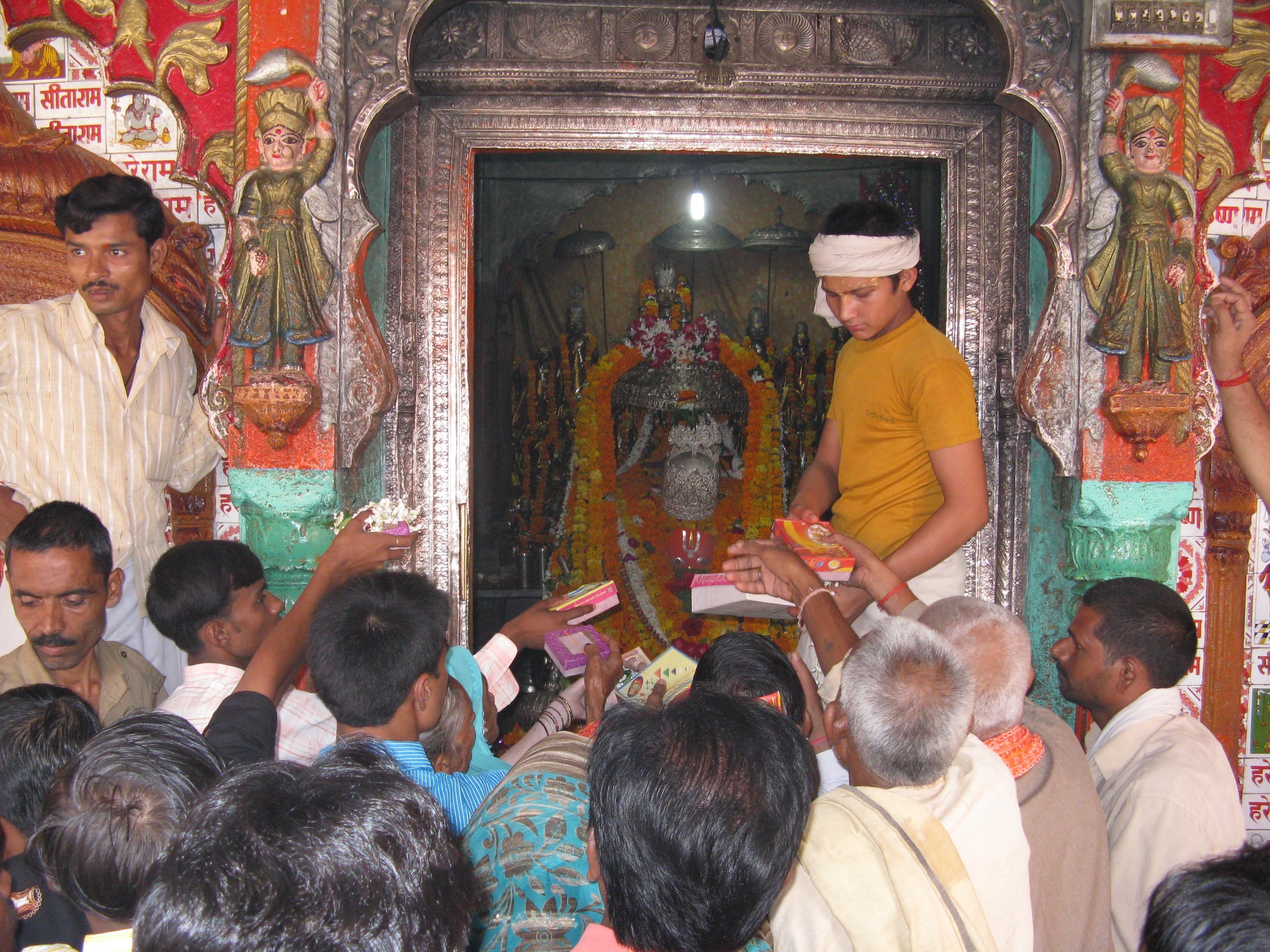
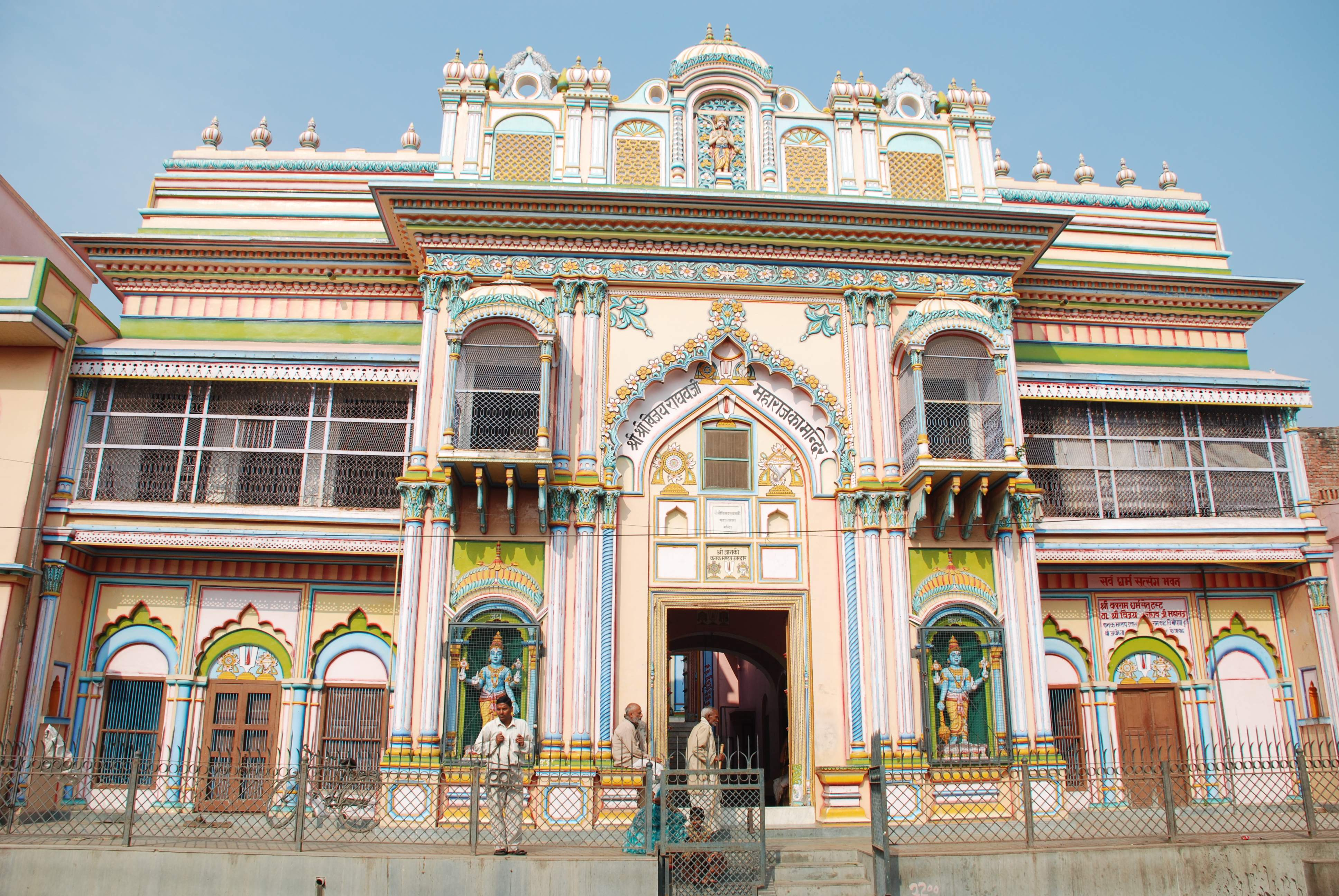
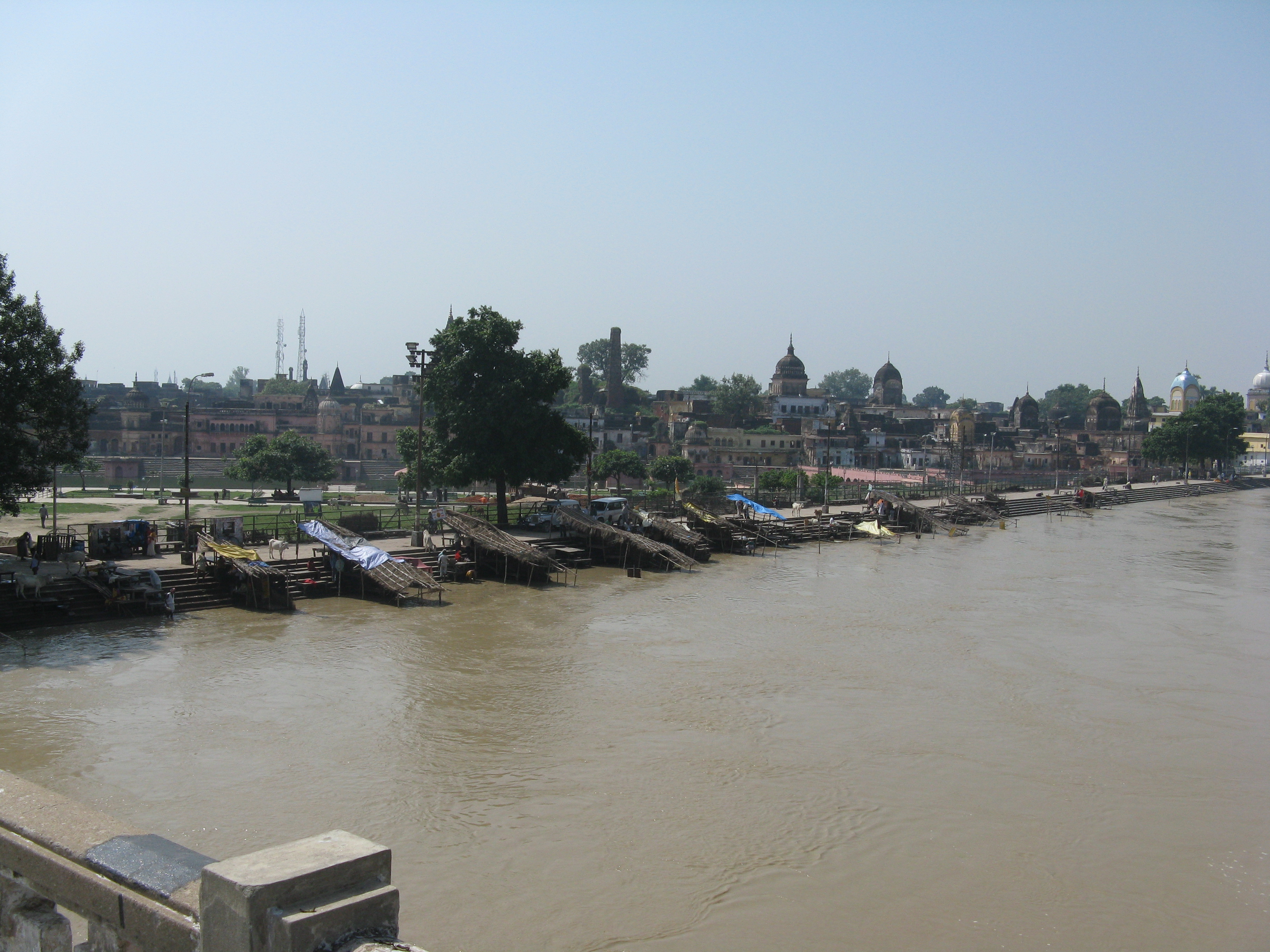